# Percy Jackson och kampen om åskviggen
Percy Jackson och kampen om åskviggen (engelska: Percy Jackson & the Olympians: The Lightning Thief) är en amerikansk-kanadensisk fantasy-, komedi-, äventyrs- och actionfilm som hade biopremiär i USA den 12 februari 2010.
Filmen är baserad på Rick Riordans första bok i Percy Jackson-serien, Percy Jackson - född till hjälte. Filmen regisserades av Chris Columbus, som tidigare har gjort Harry Potter och De Vises Sten och Harry Potter och Hemligheternas kammare. Större delen av filmen spelades in i Vancouver, Kanada, men man filmade även på olika platser i USA.
Uppföljaren Percy Jackson och monsterhavet släpptes sommaren 2013.

## Handling
Percy Jackson (Logan Lerman) har det svårt i skolan och håller på att bli relegerad, men när han en dag får reda på att han är son till den mäktige havsguden Poseidon (Kevin McKidd) förändras hela hans tillvaro. Det visar sig att Percy är en halvgud och han förs till ett läger för halvblod. Hans vistelse där blir inte långvarig. Efter att ha anklagats för att ha stulit Zeus (Sean Bean) åskvigg ger han sig ut på en resa tillsammans med sina vänner; Annabeth Chase (Alexandra Daddario), som också är en halvgud, och Grover Underwood (Brandon T. Jackson), en satyr, för att hitta den och på så sätt förhindra ett krig mellan gudarna. 

## Rollista (i urval)
- Logan Lerman - Percy Jackson
- Brandon T. Jackson - Grover Underwood
- Alexandra Daddario - Annabeth Chase
- Jake Abel	- Luke Castellan
- Uma Thurman - Medusa
- Pierce Brosnan - Keiron
- Sean Bean	- Zeus
- Kevin McKidd - Poseidon
- Steve Coogan - Hades
- Rosario Dawson - Persefone
- Catherine Keener - Sally Jackson
- Melina Kanakaredes - Athena
- Serinda Swan - Afrodite
- Joe Pantoliano - Gabe Ugliano
- Ray Winstone - Ares

## Om filmen
Filmen hade Sverigebiopremiär den 24 februari 2010 och släpptes på DVD och blu-ray den 30 juni samma år i Sverige. Filmen är tillåten från 11 år.

### Fotnoter
1. ↑  ”Percy Jackson & The Olympians: The Lightning Thief” (på engelska). Box Office Mojo. 12 februari 2010. http://www.boxofficemojo.com/movies/?id=percyjackson.htm. Läst 21 september 2016.
2. ↑  ”Percy Jackson & the Olympians: The Lightning Thief”. Svensk filmdatabas. 24 februari 2010. http://www.sfi.se/sv/svensk-filmdatabas/Item/?itemid=69344&type=MOVIE&iv=Basic. Läst 21 september 2016.